# Веббер, Бернард
Веббер Бернард (9 мая 1928, Милтон, США — 24 января 2009, Мелборн, США) — спасатель в береговой охране США, спасший более 30 жизней при крушении танкеров «Пендлтон» и «Форт Мерсер».  
Уэббер и его команда из трех человек спасли команду пострадавшего танкера «Пендлтон», который сломался пополам во время шторма 18 февраля 1952 года у Кейп-Код.

## Биография
Бернард Веббер родился в Милтоне, штат Массачусетс, 9 мая 1928 года в семье священника. Бернард с тремя братьями вступил в ряды солдат. Принимал участие в боях во время Второй мировой войны. После завершения службы, в 1946 году поступил в береговую охрану помощником боцмана. Вышел в отставку после 20 лет службы в ранге мичмана ВМФ. 
Был женат на Мириам Пенттинен. Уэббер умер 24 января 2009 года.

## История подвига
Шторм 18 февраля 1952 года у берегов США привел к крушению двух танкеров. Танкер «Форт Мерсер» получил повреждения, что привело к разлому пополам. На спасение были отправлены шлюпки и вертолет. В то же время танкер «Пендлтон» также терпел бедствие: после разлома носовая часть ушла под воду, другая часть ещё оставалась на поверхности. Уэббер понимал, что отправляться на спасение моряков на моторной лодке равносильно самоубийству, он не верил, что кто-то откликнется и также, как и он сам, выйдет в море в шторм. Уеббер и его команда из трех человек спасли 32 члена экипажа, разместив их в 12-ти местной спасательной шлюпке. Операция закончились спасением 70 жизней с обоих танкеров. Все четверо из береговой охраны были награждены Золотой медалью за спасение жизни. Однако все четверо из береговой охраны не считали себя героями, а лишь выполняли свой гражданский долг.

## Наследие
На основе данных событий Крейг Гиллеспи снял фильм «И грянул шторм» (2016 г.).
В честь Бернарда Веббера  был назван быстроходный патрульный катер — USCGC Bernard C, спущенный на воду 14 апреля 2012 года в порту Майами.
Мемуары Уэббера были опубликованы в 2015 году под названием «Сигнальные суда, маяки и спасательные шлюпки: воспоминания и история».